# 水棲人
水棲人是存在於神話和民間傳說中的生物，結合了魚類和兩棲類等水生動物和人類的特徵，通常魚人的樣貌是上半身或頭部為魚，下半身是人類雙腳，與人魚構造相反，亦稱為魚人或是兩棲人。

## 各種傳說中的水棲人
- 人魚
- 大袞
- 特里同
- 河童
- 塞壬
- 半魚人 (黑湖妖谭)（英语：Gill-man）
- 海底人

## 出現水棲人的作品
- 克蘇魯神話
- 黑湖妖潭
- 地獄男爵
- 星際之門
- 星際大戰
- 龍與地下城
- 薩爾達傳說系列
- 水行俠
- ONE PIECE魚人島
- Ben 10
- 假面騎士KIVA